# Вілла-Рика (Джорджія)
Вілла-Рика (англ. Villa Rica) — місто (англ. city) в США, в округах Керролл і Дуглас штату Джорджія. Населення — 16 970 осіб (2020).

## Географія
Вілла-Рика розташована за координатами 33°43′48″ пн. ш. 84°54′58″ зх. д. / 33.73000° пн. ш. 84.91611° зх. д. (33.729906, -84.916163).  За даними Бюро перепису населення США в 2010 році місто мало площу 37,27 км², з яких 36,88 км² — суходіл та 0,39 км² — водойми.

## Демографія
Згідно з переписом 2010 року, у місті мешкало 13 956 осіб у 5067 домогосподарствах у складі 3638 родин. Густота населення становила 374 особи/км².  Було 5810 помешкань (156/км²).
Расовий склад населення:
| - 58,3 % — білих - 33,5 % — чорних або афроамериканців - 1,7 % — азіатів - 0,3 % — корінних американців - 3,4 % — осіб інших рас |

До двох чи більше рас належало 2,8 %. Частка іспаномовних становила 7,6 % від усіх жителів.
За віковим діапазоном населення розподілялося таким чином: 30,7 % — особи молодші 18 років, 61,2 % — особи у віці 18—64 років, 8,1 % — особи у віці 65 років та старші. Медіана віку мешканця становила 31,3 року. На 100 осіб жіночої статі у місті припадало 88,3 чоловіків;  на 100 жінок у віці від 18 років та старших — 82,9 чоловіків також старших 18 років.
Середній дохід на одне домашнє господарство  становив 61 292 долари США (медіана — 48 268), а середній дохід на одну сім'ю — 69 056 доларів (медіана — 56 809). Медіана доходів становила 43 788 доларів для чоловіків та 37 594 долари для жінок. За межею бідності перебувало 18,1 % осіб, у тому числі 22,8 % дітей у віці до 18 років та 9,7 % осіб у віці 65 років та старших.
Цивільне працевлаштоване населення становило 6248 осіб. Основні галузі зайнятості: освіта, охорона здоров'я та соціальна допомога — 16,9 %, науковці, спеціалісти, менеджери — 14,1 %, виробництво — 12,0 %, роздрібна торгівля — 11,7 %.